# Дюпре, Марсель
Марсе́ль Дюпре́ (фр. Marcel Dupré, 3 мая 1886, Руан — 30 мая 1971, Мёдон) — французский композитор, пианист и органист.

## Биография
Марсель Дюпре родился 3 мая 1886 года в Руане в семье музыкантов. Отец, Альбер Дюпре, был органистом. Сам Марсель Дюпре был вундеркиндом и рано проявил способности к музыке. В 1904 году поступил в Парижскую консерваторию по классам фортепиано, органа и композиции (последнюю он изучал под руководством Шарля-Мари Видора). В 1914 году он получил Римскую премию за кантату Psyché, а в 1926 году был назначен профессором консерватории и оставался на этом посту до 1954 года; с 1954 по 1956 год он был её ректором. Среди учеников Дюпре был, например, Оливье Мессиан. В 1934 году он также занял место титулярного органиста в Сен-Сюльпис (до этого с 1906 года являясь здесь органистом-ассистентом), которое ранее занимал Шарль-Мари Видор, и оставался на нём до своей смерти в 1971 году.

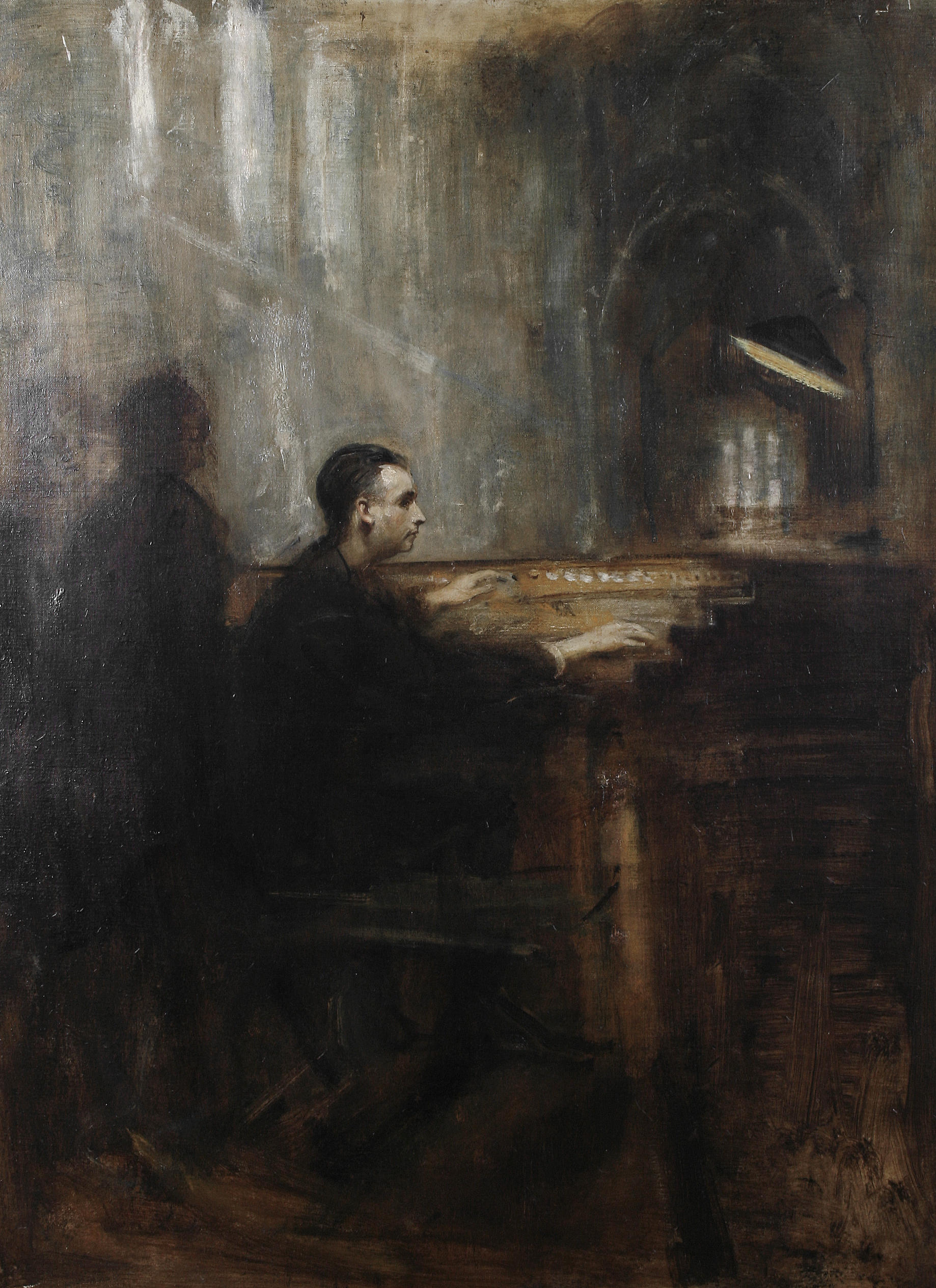
Марсель Дюпре, играющий на органе Нотр-Дама

Дюпре много концертировал и знаменит в первую очередь своим исполнением органной музыки. Среди прочего, в 1920 и 1921 годах он дал две серии по десять концертов, включавших все органные произведения Баха, при этом исполнил их по памяти.

## Творчество
Марсель Дюпре написал 65 произведений, которые считаются трудными для исполнения. Наиболее исполняемые его произведения — ранние, в частности, три прелюдии и фуги для органа op. 7 (1912). Первая и третья прелюдии из этого произведения столь сложны, что в течение нескольких лет никто, кроме самого Дюпре, не мог их исполнить. Часто его сравнивают с Паганини, имея в виду в первую очередь сложность техники исполнения.

## Произведения

### Для органа
- Élévation op. 2
- Trois Préludes et Fugues op. 7 (1912)
- Scherzo op. 16 (1919)
- Vêpres de la Vierge — Пятнадцать частей op. 18 (1919)
- Cortège et Litanie op. 19 No. 2 (переложение версии для фортепиано, 1921)
- Variations sur un noël op. 20 (1922)
- Suite Bretonne op. 21 (1923)
- Symphonie-Passion op. 23 (1924)
- Lamento op. 24 (1926)
- Deuxième Symphonie op. 26 (1929)
- Sept Pièces op. 27 (1931)
- Семьдесят девять хоралов op. 28 (1931)
- Le Chemin de la croix op. 29 (1931)
- Trois Élévations op. 32 (1935)
- Angélus op. 34 No. 1 (1936)
- Trois Préludes et Fugues op. 36 (1938)
- Évocation op. 37 (1941)
- Le Tombeau de Titelouze op. 38 (1942)
- Suite op. 39 (1944)
- Offrande à la Vierge op. 40 (1944)
- Deux Esquisses op. 41 (1945)
- Paraphrase on the Te Deum op. 43 (1945)
- Vision op. 44 (1947)
- Восемь коротких прелюдий на грегорианские темы op. 45 (1948)
- Épithalame без номера (1948)
- Variations sur 'Il est né le divin enfant' без номера (1948)
- Miserere Mei op. 46 (1948)
- Psaume XVIII op. 47 (1949)
- Six Antiennes pour le Temps de Noël op. 48 (1952)
- Vingt-Quatre Inventions op. 50 (1956)
- Triptyque op. 51 (1957)
- Nymphéas op. 54 (1959) — Huit impressions pour orgue d’apres Claude Monet (Rayons, Brumes, Les Fleurs, Temps lourd, Brises, Nocturne, Aube, Vapeurs dorees)
- Annonciation op. 56 (1961)
- Choral et Fugue op. 57 (1962)
- Trois Hymnes op. 58 (1963)
- Два хорала op. 59 (1963)
- In Memoriam op. 61 (1965)
- Méditation without opus (1966)
- Entrée, Canzona et Sortie op. 62 (1967)
- Quatre Fugues Modales op. 63 (1968)
- Regina Coeli op. 64 (1969)
- Vitrail op. 65 (1969)
- Souvenir op. 65bis (1965)

### Орган и другие инструменты
- Cortège et Litanie op. 19 для органа и оркестра (переложение версии для фортепиано, 1921)
- Symphonie G minor op. 25 для органа и оркестра (1927)
- Ballade op. 30 для органа и фортепиано (1932)
- Concerto E minor op. 31 для органа и оркестра (1934)
- Poème héroïque op. 33 для органа и ударных (1935)
- Вариации на две темы op. 35 для органа и фортепиано (1937)
- Sinfonia op. 42 для органа и фортепиано (1946)
- Quartet op. 52 для скрипки, альта, виолончели и органа (1958)
- Trio op. 55 для скрипки, виолончели и органа (1960)
- Sonata A minor op. 60 для виолончели и органа (1964)

### Хоровая музыка
- Les Normands op. 1 для хора и оркестра (1911)
- Psyché op. 4 для вокала и оркестра (1914)
- Quatre Motets op. 9 для вокала и двух органов (1916)
- De Profundis op. 17 для солистов, хора, органа и оркестра (1917)
- Ave Verum op. 34 Nr. 2 для вокала и струнных (1936)
- La France au Calvaire op. 49 для солистов, хора, органа и оркестра (1953)
- Deux Motets op. 53 для сопрано и хора (1958)

### Фортепиано соло
- Six Préludes op. 12 (1916)
- Marche militaire op. 14 (1915)
- Quatre Pièces op. 19 (1921)
- Variations C# minor op. 22 (1924)

### Камерная музыка
- Sonate G minor op. 5 для скрипки и фортепиано (1909)
- Quatre Mélodies op. 6 для вокала и фортепиано (1913)
- Deux Pièces op. 10 для кларнета и фортепиано (1917)
- À l’amie perdue op. 11 для вокала и фортепиано (1911)
- Trois Pièces op. 13 для виолончели и фортепиано (1916)

### Другие произведения
- Élevation op. 2 для фисгармонии (1911)
- Fantaisie B minor op. 8 для фортепиано и оркестра (1912)
- Marche militaire op. 14 для оркестра (переложение версии для фортепиано, 1915)
- Orientale op. 15 для оркестра (1916)